# Žleb
Žleb, bis 1949 Valteřice (deutsch Waltersdorf) ist ein Ortsteil der Stadt Hanušovice in Tschechien. Er liegt vier Kilometer nordwestlich von Hanušovice und gehört zum Okres Šumperk.

## Geographie
Žleb erstreckt sich am Übergang des Glatzer Schneegebirges zum Hannsdorfer Bergland in einem linken Seitental der March. Nordöstlich erhebt sich der Křížový kopec (Kreuzberg, 690 m) und im Osten über dem Tal der Krupá der Ptáčník (Vogelstein, 645 m)
Nachbarorte sind Vysoké Žibřidovice im Norden, Habartice im Osten, Hanušovice im Südosten, Vlaské im Süden, Křivá Voda im Südwesten, Vojtíškov im Westen sowie Vysoká im Nordwesten. Westlich des Dorfes am Tal des Zelený potok befinden sich die erloschenen Ansiedlungen Hřebenek (Oberschar), Christenfeld und Rehfeld.

## Geschichte
Das Dorf wurde vermutlich im Zuge der deutschen Kolonisation am Ende des 13. Jahrhunderts gegründet und nach seinem Lokator benannt. Die erste schriftliche Erwähnung von Waltersdorph erfolgte am 3. Mai 1325 im Zuge seiner Überlassung an das Kloster Kamenz durch Hanß von Wustehube auf Goldenstein. Später kaufte der böhmische Landesherr den Ort zurück und Waltersdorf gelangte wieder zur Herrschaft Goldenstein. 1422 setzte Ignaz von Waldstein auf Goldenstein Nikolaus Stöhr zum Erbrichter von Waltersdorf ein und überließ ihm zweieinhalb Hufen Land. Im Jahre 1432 verwüsteten die Hussiten die Gegend. Zusammen mit Hannsdorf und Hohenseibersdorf wurde Waltersdorf in der zweiten Hälfte des 15. Jahrhunderts während der böhmisch-ungarischen Thronfolgekämpfe wiederum verwüstet. Während der anschließenden Fehde zwischen Hynek von Zwole auf Goldenstein mit Georg dem Älteren Tunkl von Brníčko auf Zábřeh wurde der Ort erneut zerstört und gelangte zeitweilig an die Herrschaft Eisenberg. Im 16. Jahrhundert erfolgte der Wiederaufbau des Dorfes. Im Hufenregister von 1654 sind für Waltersdorf 17 Anwesen und 96 Einwohner ausgewiesen.
Nach der Aufhebung der Patrimonialherrschaften bildete Waltersdorf / Valteřice eine politische Gemeinde im Bezirk Mährisch Schönberg. Der Ort gehörte zum Gerichtsbezirk Altstadt. 1930 hatte der Ort 365 Einwohner.
Infolge des Münchner Abkommens wurde die Gemeinde 1938 dem Deutschen Reich zugeschlagen und gehörte bis 1945 zum Landkreis Mährisch Schönberg. 1939 hatte Waltersdorf 323 Einwohner. Nach dem Zweiten Weltkrieg erfolgte die Vertreibung der deutschen Bewohner.
1964 wurde das Dorf nach Vysoké Žibřidovice eingemeindet und mit diesem zusammen 1976 nach Hanušovice. 1982 wurden nur noch 14 Häuser dauerhaft zu Wohnzwecken genützt und Žleb hatte 57 Einwohner. 1991 waren es 36 Einwohner. Im Jahre 2001 bestand das Dorf aus 15 Wohnhäusern, in denen 44 Menschen lebten.

## Sehenswürdigkeiten
- Kapelle Mariä Heimsuchung, errichtet 1803
- Barocke Christusstatue, genannt Ölvater, gestiftet 1780 vom Großvater Franz Schuberts, dem Flachshändler Carl Schubert, nördlich des Dorfes am Hügel Olivetská (Ölberg) zwischen Vysoká und Vysoké Žibřidovice